# Södermanlands runinskrifter 196
Runinskrift Sö 196 är en av Södermanlands runstenar, belägen på sin ursprungliga plats, ett par kilometer öster om Stallarholmen vid Kolsundet i Husby, Ytterselö socken, Strängnäs kommun.
Stenen restes under 1000-talets första hälft av Ingifríđr till minne av hennes far Öulv. Runinskriften avslöjar att samtidigt som stenen restes också en stav, troligen ett minnesmärke av trä. Runmästare kallades för Assur. Stenen är skadad. Den var delad mitt itu. Stenen lagades (toppdelar fanns 1892 och 1924) men det saknas fortfarande några små delar. Ett kors på stenen visar på att Ingifríđr och/eller Öulv var kristna.

## Inskriften
Samnordisk runtextdatabas anger, på grund av två olika möjligheter att läsa och tolka sista raden, med i-runan eller utan, två translittereringar vilka skiljer sig (även om bara lite) från varandra.
I runor:

Translitterering:
· hikifriþr · lit · r-isa · sain · þna · iftiʀ · ayulf · faþur · sin · auk · staf · ayulf- (k)iarþi ·· þat · ausþiki · hiuk · asur · ifnti · kina · uistr
· hikifriþr · lit · r-isa · sain · þna · iftiʀ · ayulf · faþur · sin · auk · staf · ayulf- … (k)iarþi · þat · ¶ i · ausþiki · hiuk · asur · ifnti · kina · uistr
Normalisering:
Ingifriðr let r[æ]isa stæin þenna æftiʀ Øyulf, faður sinn, ok staf. Øyulf[ʀ] gærði þæt austþingi(?). Hiogg Assurr. Æfndi(?) Ginna/Gina vestr.
Ingifriðr let r[æ]isa stæin þenna æftiʀ Øyulf, faður sinn, ok staf. Øyulf[ʀ] gærði þat i haustþingi, hiogg Assur. Hæfndi ginna vestr.
Översättning:
"Ingefrid lät resa denna sten efter Öulv, sin fader, och stav. Öulv gjorde detta ting i öster (?) Assur högg. Ginna utförde i väster."
"Ingefrid lät resa denna sten och stav efter Öulv, sin fader. Öulv gjorde det på/under hösttinget, dräpte Assur. Han hämnade sveken i väster."

## Placering och beskrivning
Runstenen är av granit och har måttet: 1,6 m (längd) och 0,8 m (bredd). Den avsmalnar uppåt. Stenen är 25 – 40 cm tjock. Inskriften är vänd åt öster. Slingans bredd uppgår till 9 – 11 cm. Stenen befinner sig på ett avgränsat område (privat mark). Koordinater: N 59° 21' 39,76", E 17° 14' 41,07".

## Formler
Runinskriften (baserade på den första translittereringen) börjar med en resarformel: Ingifriđr let r[æ]isa stæin þenna æftiR Řyulf, fađur sinn, ok staf vilken avslöjar att det var Ingefrid som reste stenen efter sin fader vilken ärades med två minnesmärken. Sedan kommer en nekrolog Řyulf[R] gærđi þæt i haustþingi, en signatur hiogg Assur och slutligen en nekrolog igen Hæfndi ginna vestr. 

## Stiltyp och datering
En analys av ornamentiken kan hjälpa att datera runsten. Baserade på Gräslunds dateringsmetod tillhör Sö 196 profilen som heter Fågelperspektiv (Fp). Fp innebär att läsare ser ett rundjur (huvud och ögon) ur fågelperspektiv. Gräslund daterar sådana runstenar till 1000 – 1050. Runraden består av vikingatida futhark, det finns bara långkvistrunor med inslag av stungna runor (stunget u), vilket också visar att stenen troligtvis kommer från perioden 1000 – 1100. Kors på stenen kan också betyda att stenen upprestes 1000 – 1050. Runinskriften själv säger ingenting om dateringen. Vi kan alltså påstå att stenen kommer från 1000-talets första hälft.

## Diskussioner om translittereringen och översättningen
Både Källström och Bianchi nämner en för runstenar otypisk ordföljd, att signaturen finns mellan två andra formler. Otterbjörk föreslår en annan översättning baserad på att runristare begick ett fel och ristade kina i stället för knia (på engelska):
"Öjulf gathered this army eastwards. Assur cut [the runes]. He avenged his companion’s death (?) westwads (=on a Viking expedition in the west)".
Källström diskuterar att Wesséns translitterering (på vilken Samnordisk runtextdatabas baserar) är felaktig och föreslår nästföljande:
ayulf- ...kiarþi • þat • | i • ausþiki • hiuk • asur • ifnti • kina • uistr
Baserade på denna translittereringen anger Källström sin normalisering och översättning:
ØyulfR gœrði þat í haus(t)þingi, hiogg Assur. Hœfndi ginna vestr.
"Öulv gjorde det på/under hösttinget, dräpte Assur. Han hämnade sveken i väster".
Beroende på översättningen kan det finnas olika tolkningar av vad som egentligen hände.